# 西照神社
西照神社（にしてるじんじゃ）は、徳島県美馬市脇町にある神社で、「月神の宮」と称している。式内小社。旧社格は郷社。祭神は主神が月夜見大神（月読尊）、配神が宗像三女神の田寸津姫命、田心姫命、市杵島姫命。

## 概要
徳島県美馬市と香川県高松市の境に位置する大滝山山頂（946m）直下にある。延喜式神名帳に記された田寸神社（たきじんじゃ）の論社となっている。
社伝によれば、夜の食国（よるのおすくに）を統治する月読尊が、大和国方面の監視役として田寸津姫命を大滝山に遣わし、ここから瀬戸内海の監視をさせたことが当神社の起源であるとする。
平安時代前期に空海がこの山に籠もって修行を行い、西照大権現を安置したことにより神仏混淆の山岳道場となったと言われる。
以降、明治時代に至るまで「西照権現」と称した。江戸時代には徳島藩家老稲田氏の崇敬を受け社領として9石8斗を寄進され、また高松藩主の祈願所として50石が営繕費として寄進された。
明治初期の神仏分離令により神社と寺院（大瀧寺）に分離された。明治6年（1873年）西照神社と改称され郷社に列した。
- 狛犬の伝説：当神社には天保14年（1843年）に奉納された狛犬がある。ある夏の夜、ここを通りかかった母子が狼に追われて神社の祠に逃げ込んだ。狼がこの母子に襲いかかろうとしたところを、この狛犬が狼を撃退したという伝説が残っている。なお、この狛犬像は老朽化により本殿下の安全な位置に移され、新しい狛犬石像は石段を上がったすぐの古い狛犬の元の場所に替えられている。

## 境内
- 一の鳥居：車道脇にあり、ここから境内まで石段が続く。
- 社務所・神楽殿・広場
- 二の鳥居
- 本社　拝殿・本殿
- 稲荷神社：祭神は宇迦之御魂大神。拝殿本殿が一体の社殿。
- 熊野神社：祭神は熊野権現、伊邪那岐大神、伊邪那美大神。大滝山の奥之院に祀られていた大権現を昭和初年に移す。
- 八大龍王神社：祭神は難陀・跋難陀・娑伽羅・和修吉・徳叉迦・阿那婆達多・摩那斯・優鉢羅。石の祠。
- 祈りの石の場、神馬の絵画｢月の木馬｣（福家晴代・画 2019.11.10完成式）

県道106号で大滝寺を通過し東側峠脇に駐車場があり、東側から参道を50mほど歩くと境内に至る。
社務所の広場から一段上の山頂から東への尾根の頂上ラインに上記社殿が並ぶ。

## 画像

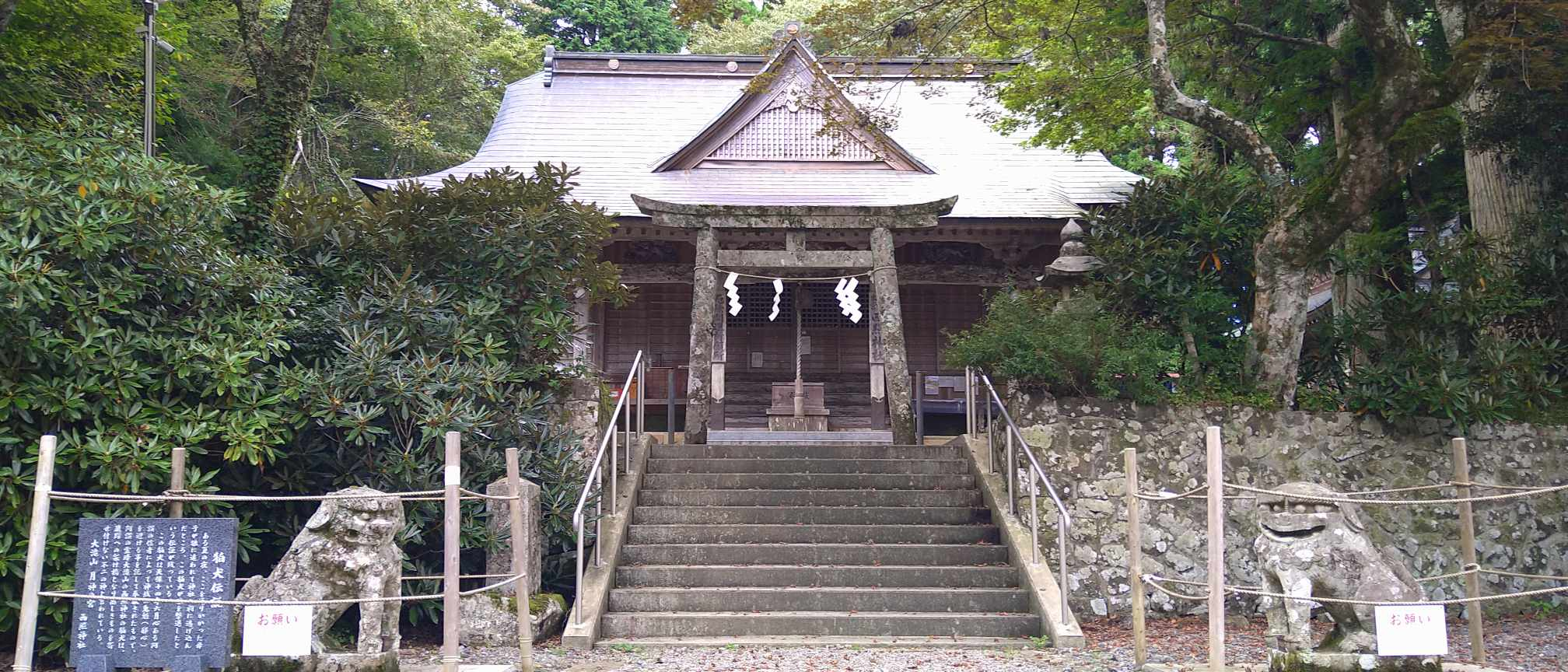
本社
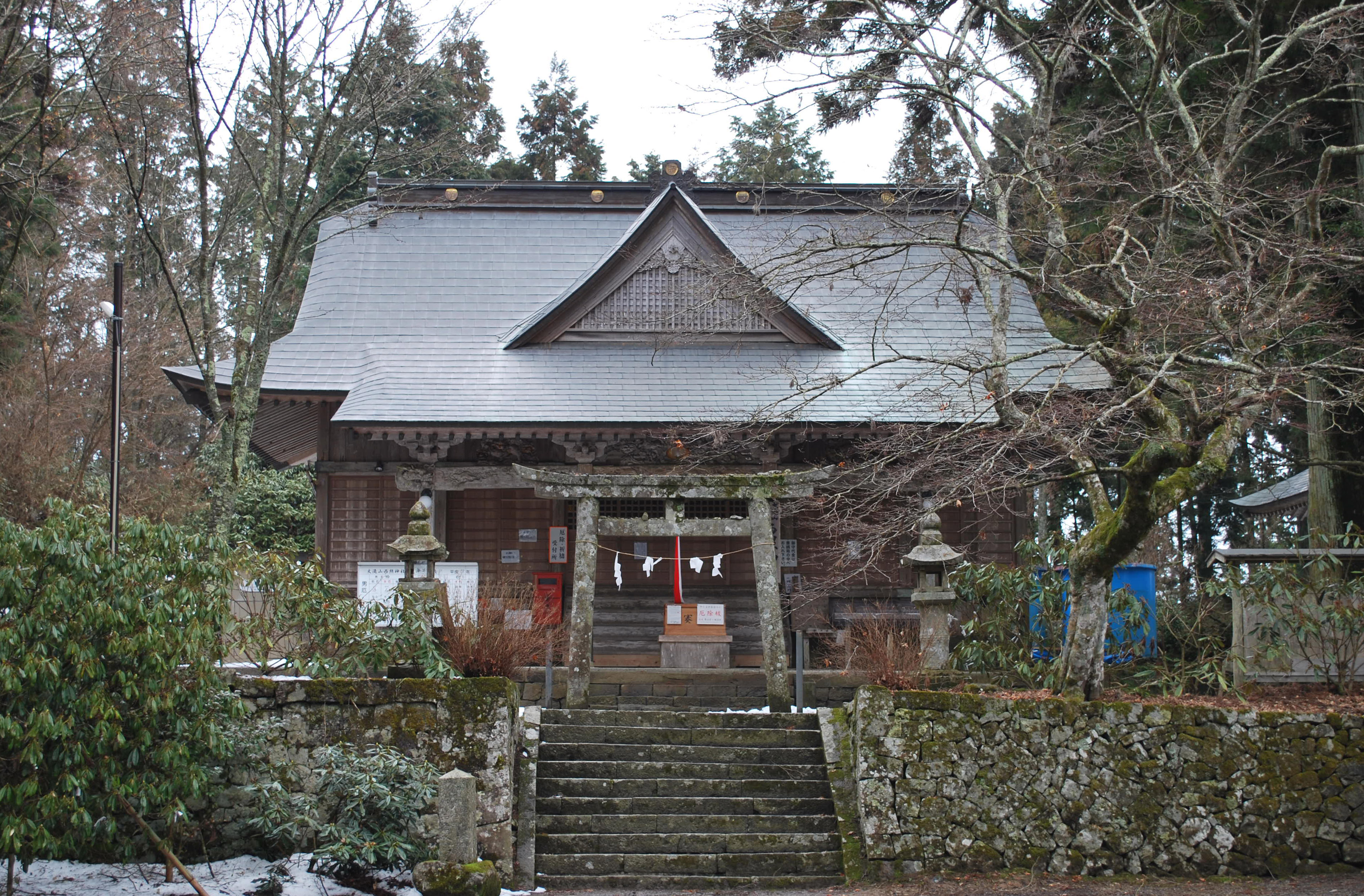
拝殿
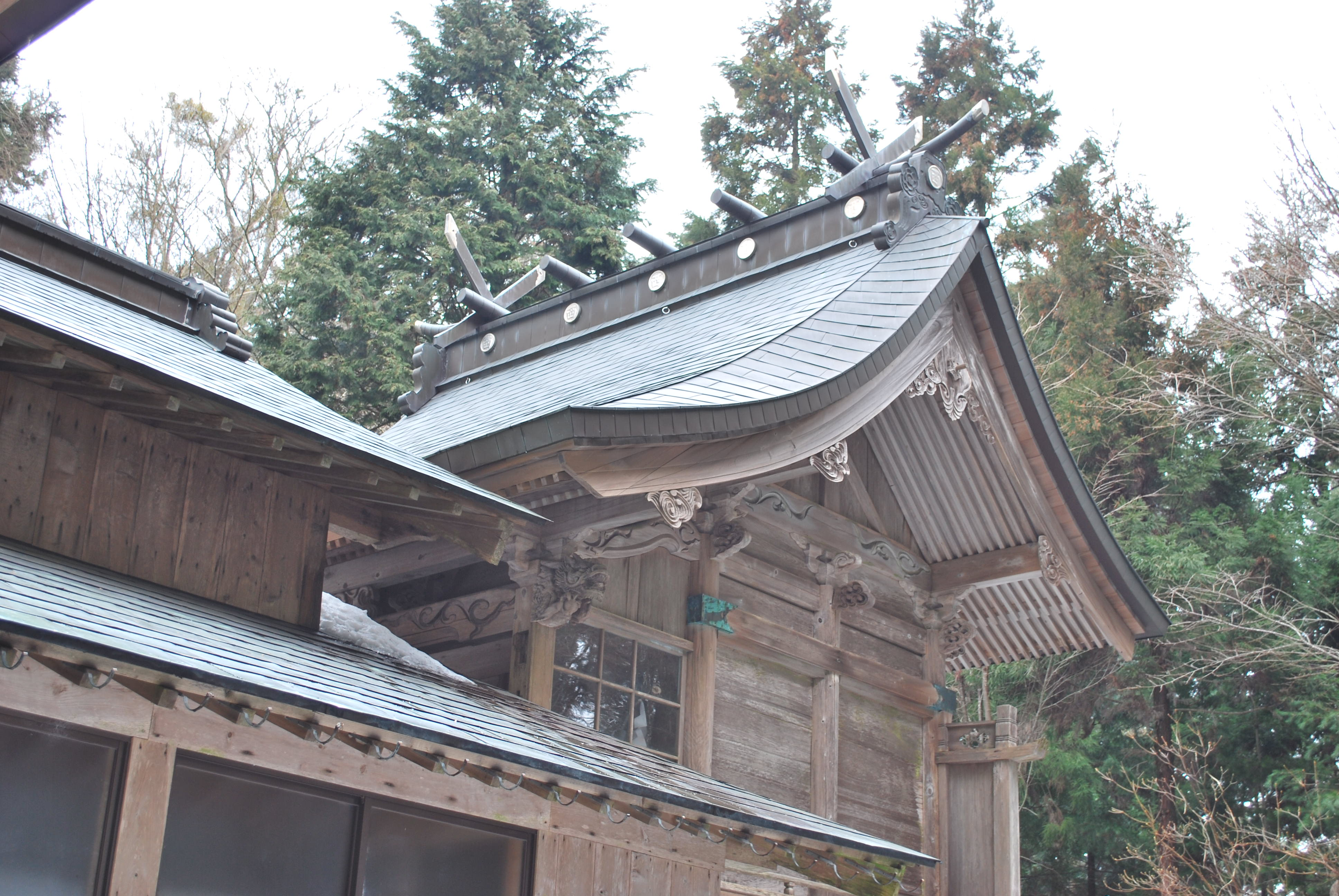
本殿
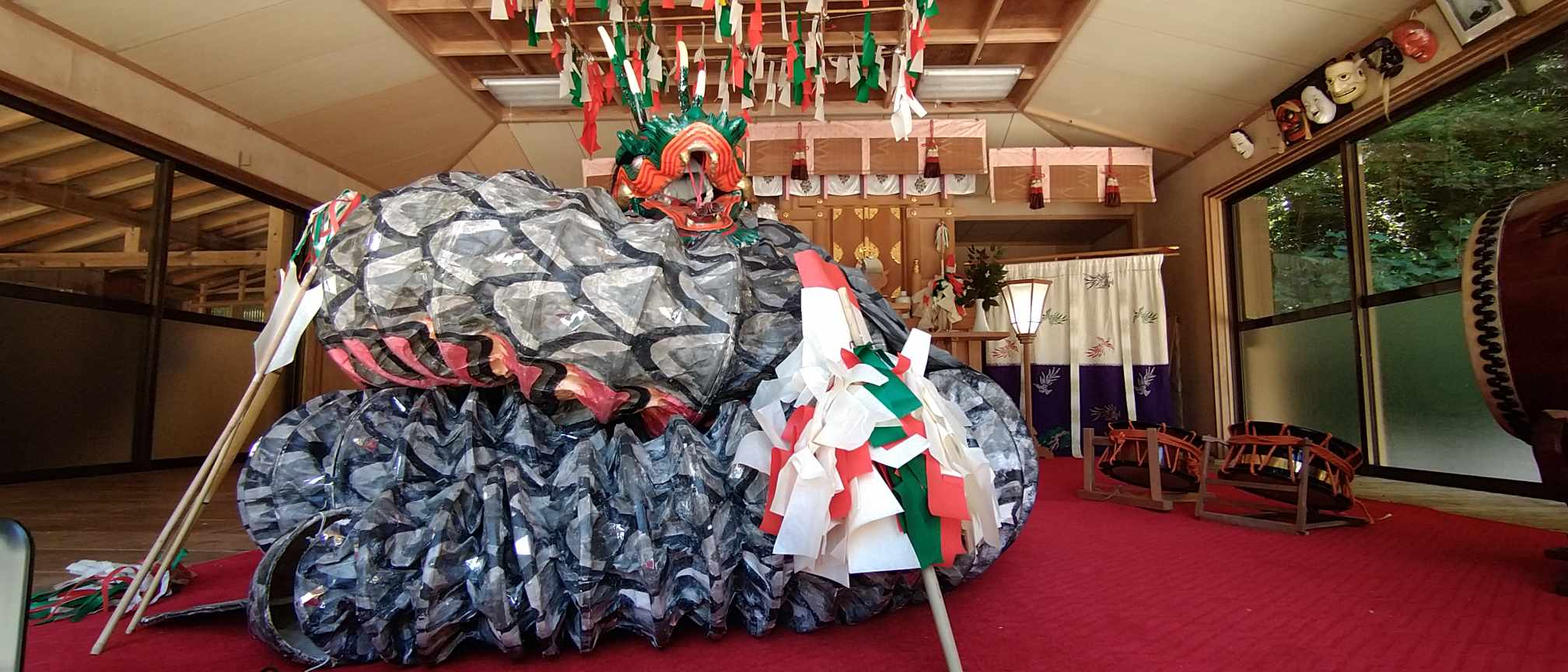
神楽殿
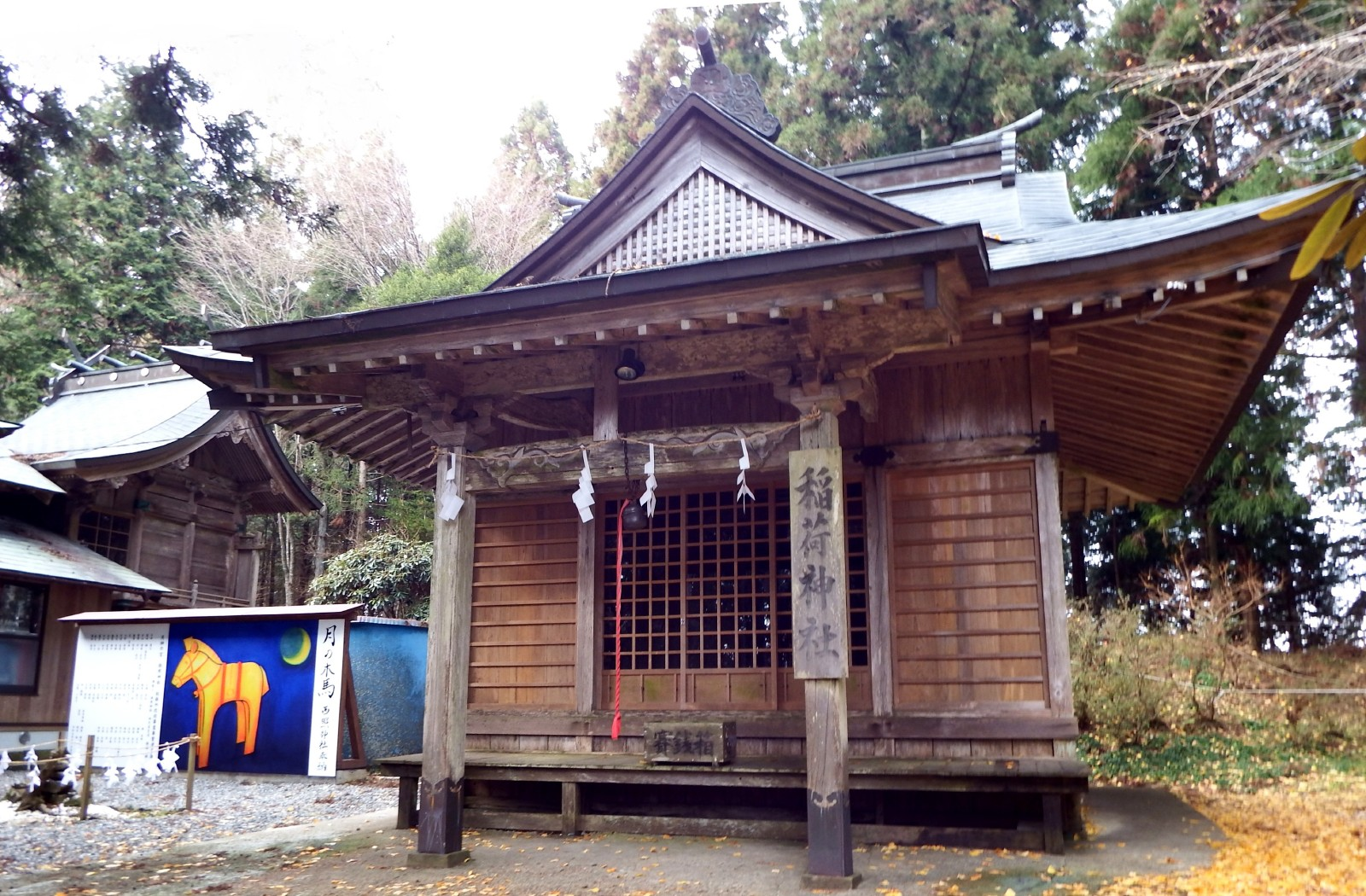
稲荷神社
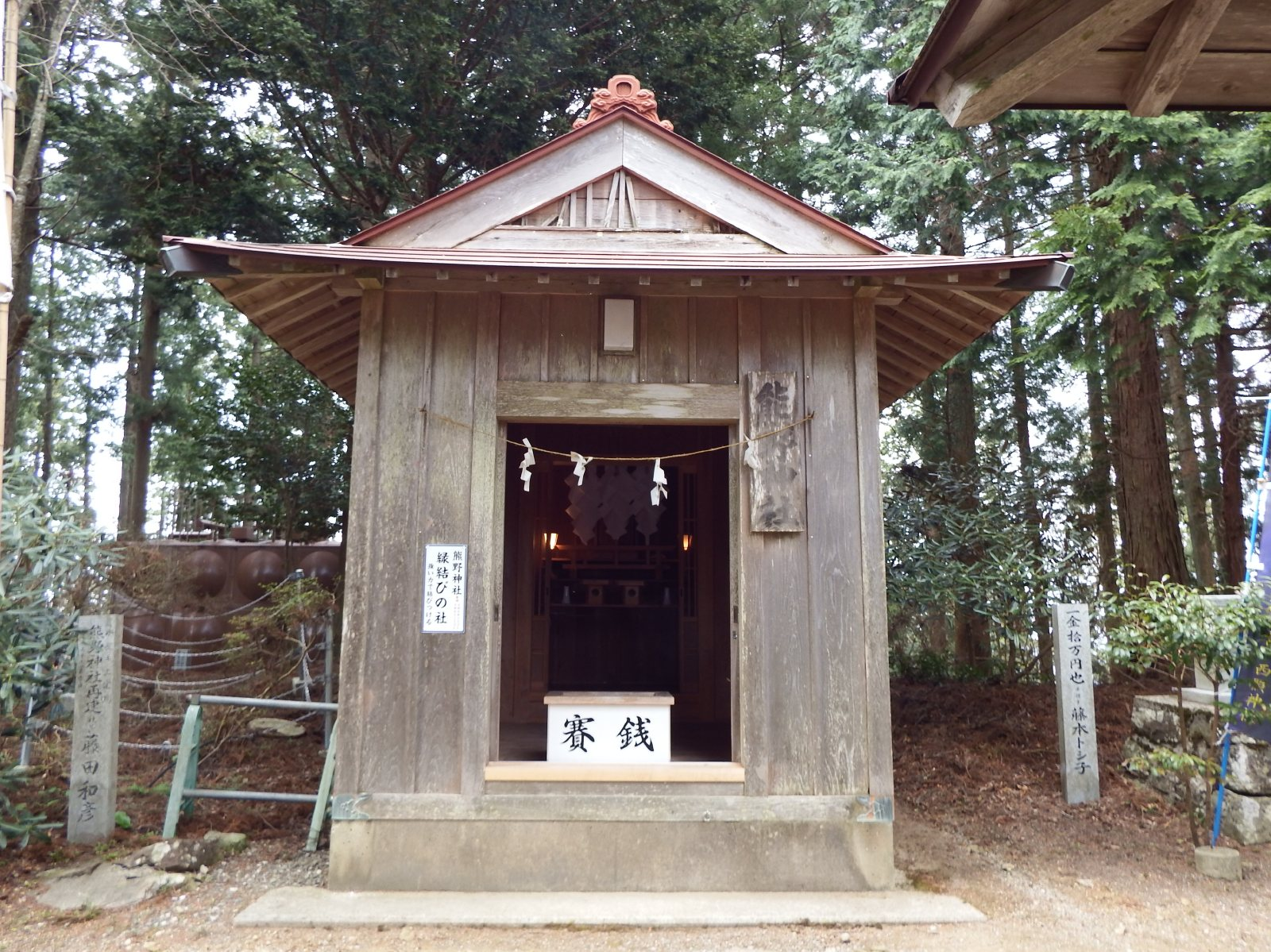
熊野神社
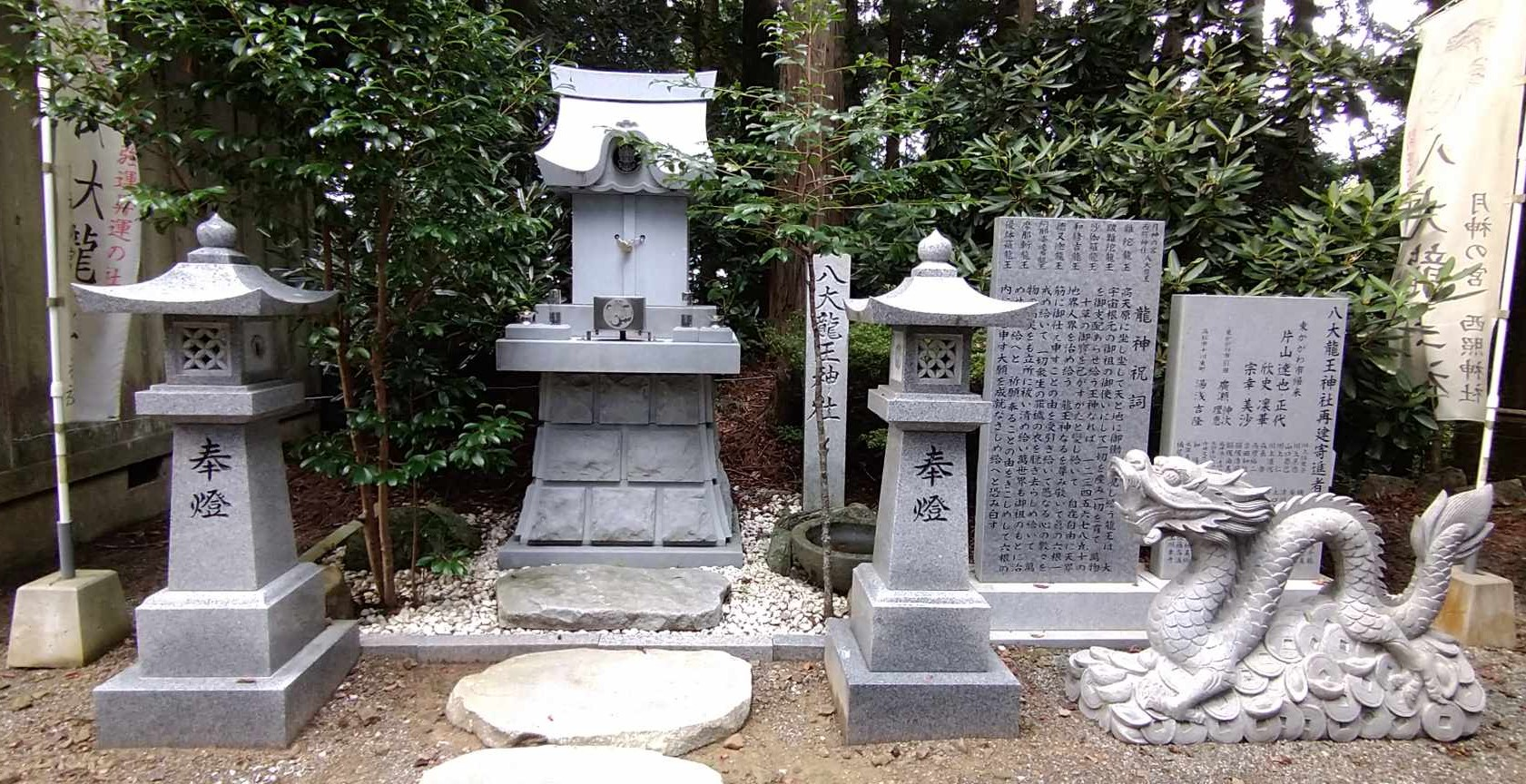
八大龍王神社
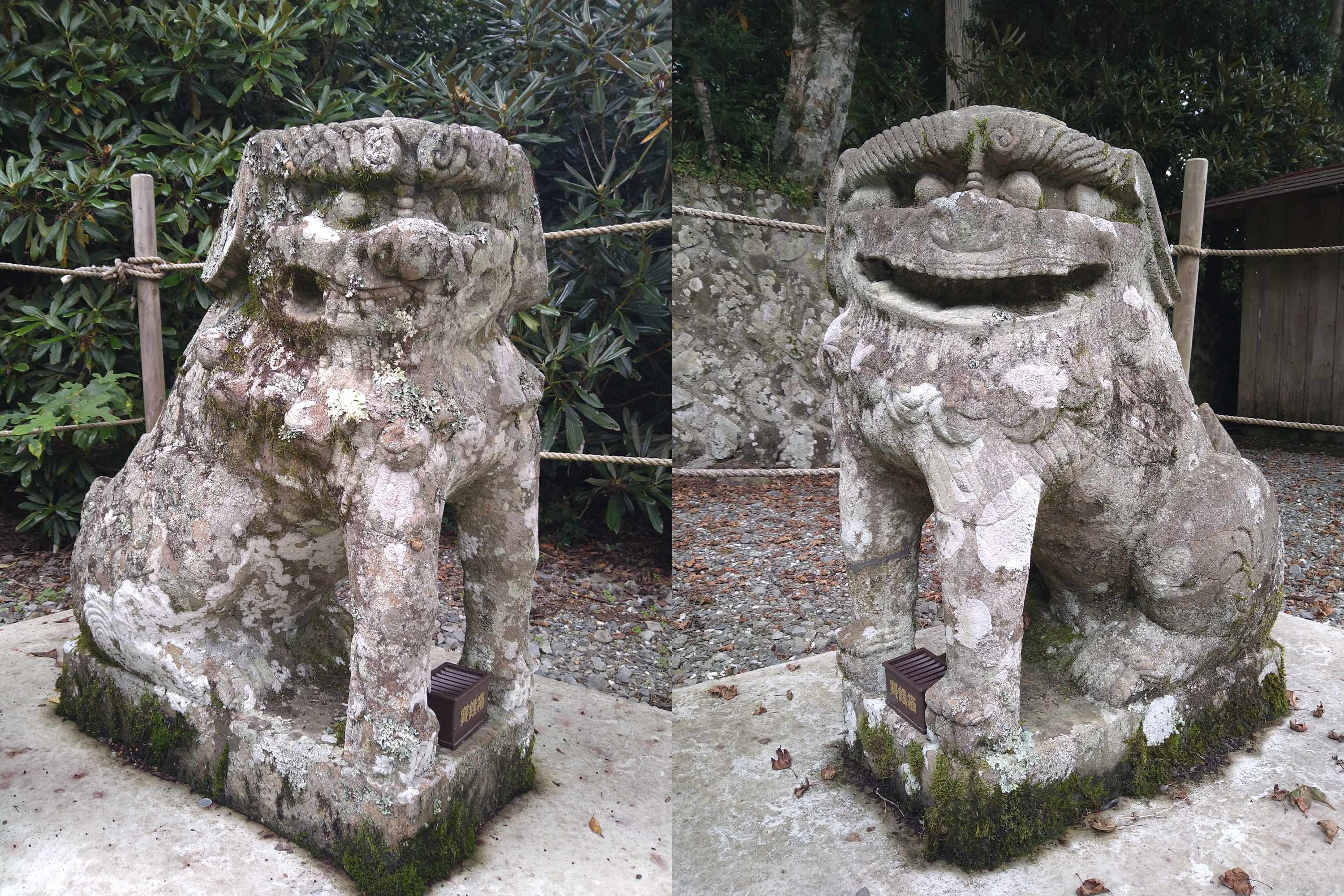
古い狛犬
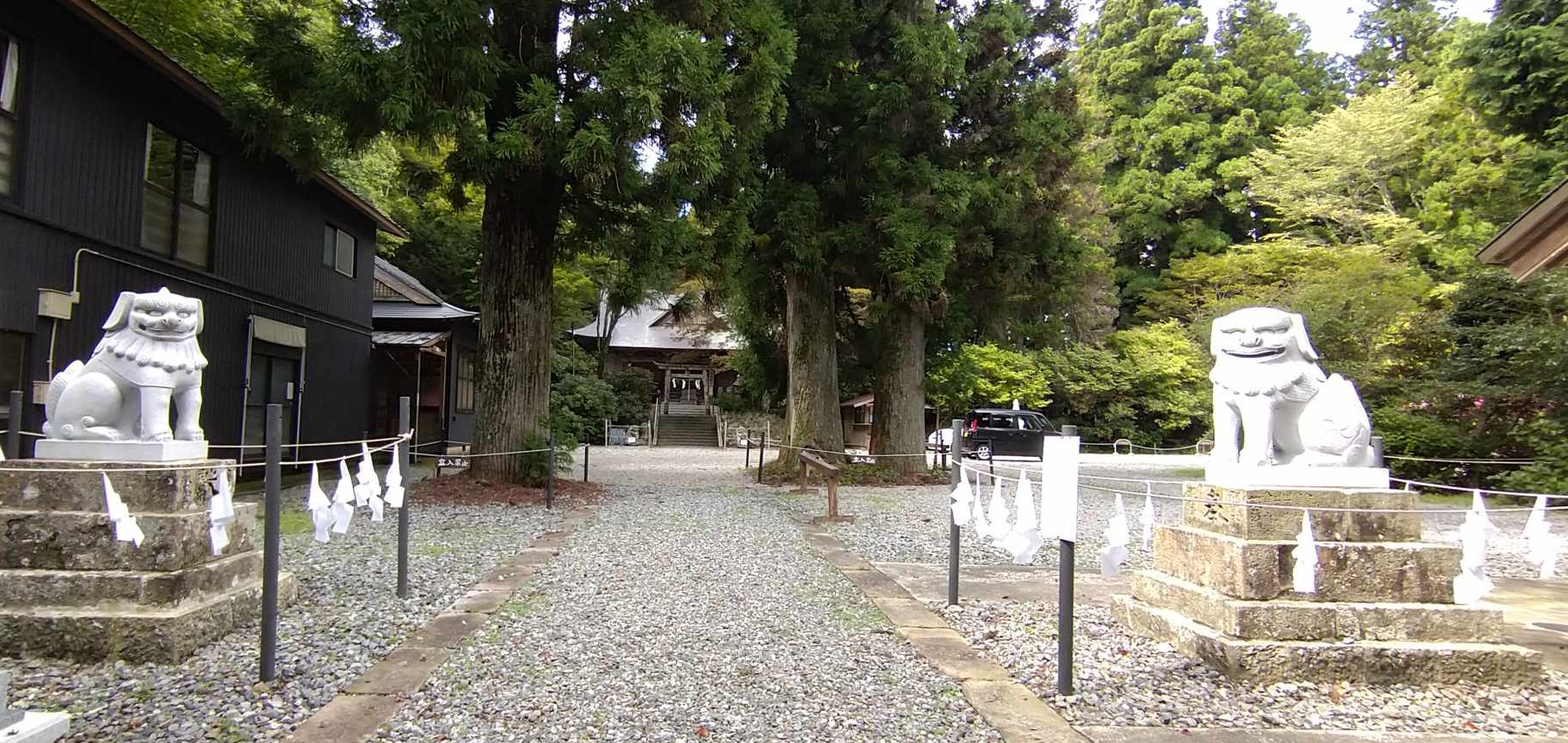
境内